# Gamboma
Gamboma es una localidad de la República del Congo, constituida administrativamente como un distrito del departamento de Plateaux en el centro del país.
En 2011, el distrito tenía una población de 43 221 habitantes, de los cuales 20 595 eran hombres y 22 626 eran mujeres.
La localidad fue fundada en 1909 en un territorio que históricamente pertenecía a los bateke. La zona destaca por su producción de ñames y patatas.
Se ubica a orillas del río Nkéni, unos 300 km al norte de la capital nacional Brazzaville sobre la carretera N2. Al oeste de la localidad salen la carretera P27 que lleva a Djambala y la P30 que lleva a Ewo.